# Iman Kassaoui
Iman Kassaoui, née le 8 février 2001, est une escrimeuse marocaine.

## Carrière
Iman Kassaoui est médaillée d'argent en sabre par équipes aux Jeux africains de 2019.